# Jane Eyre (pel·lícula de 2011)
Jane Eyre és la sisena versió cinematogràfica de la novel·la del mateix nom de Charlotte Brontë. La pel·lícula, dirigida per Cary Fukunaga el 2011, és protagonitzada per Mia Wasikowska en el paper de Jane Eyre i Michael Fassbender en el de Rochester. S'ha doblat en català oriental; també s'ha editat una versió en valencià per a À Punt.

## Argument
Jane Eyre (Mia Wasikowska) és una nena òrfena de pare i mare que queda sota la custòdia de la seva tia. Malauradament, la relació amb els seus cosins és poc amigable i considerada com una càrrega, la nena és enviada a l'estricte internat Lowood on acaba fent d'institutriu. La seva sort canvia quan troba feina a Thorfield Hall, en qualitat d'institutriu personal de l'afillada francesa del Sr. Edward Rochester. Allà, no només coneixerà la tranquil·litat del camp sinó també l'amor de la gent que hi viu i del mateix Edward.

## Repartiment
El novembre de 2009 es va saber que Mia Wasikowska interpretaria a la dona que dona nom a la història i que Michael Fassbender seria el que l'acompanyaria. A diferència de moltes altres versions prèvies, el director i productors de la cinta volien una Jane Eyre que tingués una edat semblant a la que Brontë donà a la protagonista de la seva novel·la. Per aquesta raó, al final, Fukunaga va escollir a Wasikowska. D'ella en va destacar "l'observació que demostren els seus ulls" i la seva capacitat de comunicació "sense fer massa teatre". A l'hora d'elegir un Edward Rochester, el director va comentar que, encara que hi havia altres actors que físicament s'adequaven més al personatge, va considerar que Fassbender en transmetia més el seu esperit. Jamie Bell, Judi Dench, Sally Hawkins, Imogen Poots, Holliday Grainger i Tamzin Merchant també van unir-se a l'equip interpretatiu.
| Intèrpret          | Personatge               |
| ------------------ | ------------------------ |
| Mia Wasikowska     | Jane Eyre                |
| Michael Fassbender | Edward Fairfax Rochester |
| Jamie Bell         | St. John Rivers          |
| Judi Dench         | Sra. Fairfax             |
| Sally Hawkins      | Sra. Reed                |
| Imogen Poots       | Blanche Ingram           |

## Premis
Premis Oscar
- Nominada per:
  - Millor vestuari per Michael O'Connor

Premis BAFTA
- Nominada per: 
  - Millor vestuari per Michael O'Connor

Premis Goya
- Nominada per:
  - Goya a la millor pel·lícula europea

Premis Sant Jordi de Cinematografia
- Guanyadora per:
  - Millor actor estranger per Michael Fassbender